# 拉皮诺
拉皮诺（義大利語：Rapino），是意大利基耶蒂省的一个市镇。总面积20平方公里，人口1421人，人口密度71.1人/平方公里（2009年）。ISTAT代码为069071。